# Schansspringen op de Olympische Winterspelen 2022 - Landenwedstrijd mannen
De landenwedstrijd voor mannen tijdens de Olympische Winterspelen 2022 vond plaats op 14 februari 2022 in het National Ski Jumping Centre in Zhangjiakou. Regerend olympisch kampioen was Noorwegen (Daniel-André Tande, Andreas Stjernen, Johann André Forfang en Robert Johansson).

## Tijdschema
| Datum               | Lokale tijd | MET   | Ronde  |
| ------------------- | ----------- | ----- | ------ |
| maandag 14 februari | 19:00       | 12:00 | Finale |

## Uitslag
| Rang   | Bib                    | Land                                                                               | Eerste sprong           | Eerste sprong                 | Eerste sprong | Tweede sprong                     | Tweede sprong                     | Tweede sprong                     | Totaal                            |
| Rang   | Bib                    | Land                                                                               | Afstand (m)             | Punten                        | Rang          | Afstand (m)                       | Punten                            | Rang                              | Totaal                            |
| ------ | ---------------------- | ---------------------------------------------------------------------------------- | ----------------------- | ----------------------------- | ------------- | --------------------------------- | --------------------------------- | --------------------------------- | --------------------------------- |
| Goud   | 10 10–1 10–2 10–3 10–4 | Oostenrijk Stefan Kraft Daniel Huber Jan Hörl Manuel Fettner                       | 127,5 130,5 133,0 128,0 | 458,4 111,6 116,1 120,2 110,5 | 2 5 3 1 4     | 121,5 129,0 137,5 128,0           | 484,3 119,7 115,1 130,5 119,0     | 1 1 2 3                           | 942,7 231,3 231,2 250,7 229,5     |
| Zilver | 8 8–1 8–2 8–3 8–4      | Slovenië Lovro Kos Cene Prevc Timi Zajc Peter Prevc                                | 134,0 132,0 124,0 129,0 | 467,4 126,7 119,3 110,6 110,8 | 1 2 1 3       | 120,0 132,0 126,0 127,0           | 467,0 107,7 126,3 117,0 116,0     | 3 5 1 4 5                         | 934,4 234,4 245,6 227,6 226,8     |
| Brons  | 11 11–1 11–2 11–3 11–4 | Duitsland Constantin Schmid Stephan Leyhe Markus Eisenbichler Karl Geiger          | 126,5 127,5 136,0 121,0 | 446,5 112,7 108,7 119,4 105,7 | 4 4 5 2 5     | 122,0 129,0 139,5 128,0           | 476,4 106,6 113,3 137,5 119,0     | 2 6 4 1 3                         | 922,9 219,3 222,0 256,9 224,7     |
| 4      | 9 9–1 9–2 9–3 9–4      | Noorwegen Halvor Egner Granerud Daniel-André Tande Robert Johansson Marius Lindvik | 138,0 130,5 125,5 121,0 | 456,5 128,3 118,2 109,7 100,3 | 3 1 2 4 6     | 118,5 124,0 136,5 126,5           | 465,6 108,5 113,7 127,8 115,6     | 4 3 6                             | 922,1 236,8 231,9 237,5 215,9     |
| 5      | 7 7–1 7–2 7–3 7–4      | Japan Yukiya Satō Naoki Nakamura Junshirō Kobayashi Ryōyū Kobayashi                | 126,0 124,5 128,5 134,0 | 438,5 110,8 96,6 105,1 126,0  | 5 6 8 5 2     | 124,0 122,0 120,0 132,5           | 444,3 114,9 97,8 99,0 132,6       | 6 3 7 1                           | 882,8 225,7 194,4 204,1 258,6     |
| 6      | 6 6–1 6–2 6–3 6–4      | Polen Piotr Żyła Paweł Wąsek Dawid Kubacki Kamil Stoch                             | 118,0 131,5 122,0 137,0 | 434,5 96,4 116,1 95,5 126,5   | 6 7 3 6 1     | 125,5 120,0 126,0 127,5           | 445,6 119,5 97,2 107,5 121,4      | 5 2 8 5 2                         | 880,1 215,9 213,3 203,0 247,9     |
| 7      | 4 4–1 4–2 4–3 4–4      | Russische ploeg Danil Sadrejev Roman Trofimov Michail Nazarov Jevgeni Klimov       | 128,5 127,0 120,0 118,0 | 410,6 115,4 103,1 92,8 99,3   | 7 3 7         | 119,0 119,5 117,0 121,0           | 395,9 100,4 99,7 89,3 106,5       | 8 6 8 7                           | 806,5 215,8 202,8 182,1 205,8     |
| 8      | 5 5–1 5–2 5–3 5–4      | Zwitserland Dominik Peter Gregor Deschwanden Simon Ammann Killian Peier            | 112,0 122,0 116,0 118,5 | 367,0 87,7 103,6 87,5 88,2    | 8 8 6 8       | 119,0 123,5 121,5 124,0           | 424,5 103,4 110,6 104,9 105,6     | 7 5 6 8                           | 791,5 191,1 214,2 192,4 193,8     |
| 9      | 3 3–1 3–2 3–3 3–4      | Tsjechië Viktor Polášek Čestmír Kožíšek Filip Sakala Roman Koudelka                | 108,0 109,0 101,0 107,5 | 279,5 76,8 70,9 55,4 76,4     | 9 9 10 9      | Uitgeschakeld na de eerste sprong | Uitgeschakeld na de eerste sprong | Uitgeschakeld na de eerste sprong | Uitgeschakeld na de eerste sprong |
| 10     | 2 2–1 2–2 2–3 2–4      | Verenigde Staten Decker Dean Patrick Gasienica Kevin Bickner Casey Larson          | 92,5 105,5 103,0 106,0  | 261,0 69,3 59,7 63,5 68,5     | 10 10 9 10    | Uitgeschakeld na de eerste sprong | Uitgeschakeld na de eerste sprong | Uitgeschakeld na de eerste sprong | Uitgeschakeld na de eerste sprong |
| 11     | 1 1–1 1–2 1–3 1–4      | China Zhen Weijie Lyu Yixin Song Qiwu Zhou Xiaoyang                                | 84,0 90,0 86,0 86,0     | 115,0 13,5 35,3 31,7 34,5     | 11 11         | Uitgeschakeld na de eerste sprong | Uitgeschakeld na de eerste sprong | Uitgeschakeld na de eerste sprong | Uitgeschakeld na de eerste sprong |